# Micromyrtus flaviflora
Micromyrtus flaviflora är en myrtenväxtart som först beskrevs av Ferdinand von Mueller, och fick sitt nu gällande namn av John McConnell Black. Micromyrtus flaviflora ingår i släktet Micromyrtus och familjen myrtenväxter. Inga underarter finns listade i Catalogue of Life.